# Palais des congrès 81
Albums de Michel Sardou
Victoria Les Lacs du Connemara
Palais des congrès 81 est le cinquième album live de Michel Sardou enregistré en 1981 lors de son deuxième passage au palais des congrès de Paris. Cet album n'a fait l'objet d'aucune captation pour la télévision.

## Titres
| 1.  | Introduction                        |  |
| 2.  | Comme d'habitude                    |  |
| 3.  | La Génération Loving you            |  |
| 4.  | Si j’étais                          |  |
| 5.  | Ils ont le pétrole, mais c’est tout |  |
| 6.  | Carcassonne                         |  |
| 7.  | La Maison en enfer                  |  |
| 8.  | La Maladie d'amour                  |  |
| 9.  | Je vole                             |  |
| 10. | Victoria                            |  |
| 11. | Le France                           |  |
| 12. | Le Mauvais homme                    |  |
| 13. | Dix ans plus tôt                    |  |

| 1.  | Rien                                 |  |
| 2.  | La Haine                             |  |
| 3.  | Je ne suis pas mort, je dors         |  |
| 4.  | Les Vieux mariés                     |  |
| 5.  | Je vais t'aimer                      |  |
| 6.  | Les Villes de solitude               |  |
| 7.  | La Pluie de Jules César              |  |
| 8.  | Un roi barbare                       |  |
| 9.  | L’Anatole (hommage à Charles Trenet) |  |
| 10. | En chantant                          |  |
| 11. | Être une femme                       |  |
| 12. | La Java de Broadway                  |  |

## Crédits
- Direction artistique: Jacques Revaux et Pierre Billon